# Danny Breitfelder
Danny Breitfelder (* 19. Februar 1997 in Lauchhammer) ist ein deutscher Fußballspieler.

## Karriere
In seiner Jugend spielte Danny Breitfelder für Energie Cottbus, Dynamo Dresden und zuletzt den Chemnitzer FC. Zur Saison 2016/17 stieg er dort in die erste Mannschaft des Vereins in die 3. Liga auf. Am 1. November 2016 debütierte er im Profifußball. Bei der 0:1-Niederlage gegen den MSV Duisburg wurde er von Trainer Sven Köhler in der 85. Minute für Jan Koch eingewechselt. In seinen zweiten Spiel für die Chemnitzer am 13. März 2017 erzielte er sein erstes Profitor. Bei der 2:3-Niederlage gegen den SSV Jahn Regensburg wurde er in der 72. Minute für Florian Hansch eingewechselt und erzielte in der 84. Minute den Anschlusstreffer zum 1:2.
Zum Ende der Saison 2017/18 verließ Breitfelder den Chemnitzer FC und schloss sich den Sportfreunden Lotte an. Aufgrund einer Knieverletzung kam er auf keinen Saisoneinsatz für Lotte. Zur Saison 2019/20 wechselte Breitfelder zum ZFC Meuselwitz in die Regionalliga Nordost. Für Meuselwitz bestritt er 12 von 16 möglichen Ligaspielen bis zum Abbruch der Saison infolge der COVID-19-Pandemie.
Ende Juli 2020 wechselte er zum Chemnitzer FC, der zu dieser Saison in die Regionalliga abgestiegen war. Bis zum Abbruch auch dieser Saison infolge der COVID-19-Pandemie bestritt er 12 von 13 möglichen Liga-Spielen sowie ein Spiel im DFB-Pokal für den Chemnitzer FC.
Im Sommer 2021 wechselte er zum Südwest-Regionalligisten FC Rot-Weiß Koblenz.

## Erfolge
- Sachsenpokal-Sieger: 2016/17, 2019/20